# Tully's Coffee
Tully's Coffee est un revendeur de café basé à Seattle aux États-Unis. Les magasins servent des cafés, des expresso, des pâtisseries et des articles à base de café. La chaîne est connue pour sa stratégie visant à s'installer à proximité de son concurrent Starbucks, qui est aussi basé à Seattle.
Depuis 2008, elle est intégrée à l'entreprise Green Mountain Coffee Roasters.

## Histoire
Tully's a ouvert son premier magasin dans la localité de Kent dans l'État de Washington en 1992. Le fondateur de la chaîne Tom Tully O'Keefe a planifié de rivaliser rapidement avec Starbucks coffee. En 2006, la chaîne a engrangé son premier bénéfice net. Récemment le président de la chaîne et du CEO a indiqué que l'objectif n'était plus de concurrencer Starbucks mais de servir le meilleur café à emporter.
Il existe plus de 100 magasins dans l'ouest des USA et même à Stockholm, en Corée du Sud et au Japon.

## Boissons
Les boissons sont fournies en format petit, moyen, grand et super grand.

## Wifi
Depuis le 14 janvier 2007, certains magasins de la chaîne proposent une connexion internet Wifi gratuite.